# Sony Xperia XA2
Sony Xperia XA2是索尼行動通訊於2018年1月在美國拉斯維加斯消費電子展(CES2018)發布的中階手機。
Xperia XA2配備了5.2吋LCD螢幕、高通驍龍630處理器、3GB RAM/32GB ROM存儲。攝像頭達旗艦等級的2300萬畫素。電池提升到3300mA。採用後置指紋辨識。有銀色、黑色、粉藍色、粉紅色四種顏色的款式。

## 设计
Xperia XA2套用了“Loop Surface”设计，重点在于無邊框設計和玻璃環面塑造流暢質感，外觀手感兼備。Xperia XA2 的人體工學設計配合你的手心，就如度身訂造一樣。你亦可以輕劃一下，在外出時使用迷你屏幕輕鬆單手操作
Corning® Gorilla® Glass 4 屏幕與 Xperia XA2 的專業工藝和金屬質感結合，耐用美觀兼備。

## 系统
Xperia XA2采用Google Android O操作系统。